# Seoul-forest (métro de Séoul)
Seoul-forest (hangeul : 서울숲 ; hanja : 서울숲) est une station de passage de la ligne Suin–Bundang du métro de Séoul. Elle est située au 77 Wangsimni-ro, quartier Seongsu-dong 1-ga, dans l'arrondissement de Dongdaemun-gu, à Séoul en Corée du Sud.
Ouverte en 2012, la station est desservie par les rames omnibus qui circulent sur la ligne.

## Situation sur le réseau

Plan du réseau (2023)

Établie en souterrain, la station Seoul-forest est une station de passage de la ligne Suin–Bundang du métro de Séoul. : elle est située entre la station Wangsimni, en direction du terminus nord Cheongnyangni, et la station Apgujeongrodeo en direction du terminus ouest Incheon.

## Histoire
La station Seoul-forest, mise en chantier en 2004, est mise en service le 6 octobre 2012, lors d'une extension de la ligne Bundang, de 6,6 km, de Seolleung à Wangsimni.
Puis c'est une station de passage de la ligne Suin–Bundang, lors de la création de celle-ci, le 12 septembre 2020, par la fusion de la ligne Bundang et de la ligne Suin, reliées par un nouveau tronçon complété par l'utilisation en commun d'un tronçon de la ligne 4 du métro de Séoul.

## Services aux voyageurs

### Accès et accueil
La station souterraine est située au 77 Wangsimni-ro, quartier Seongsu-dong 1-ga. Elle dispose de cinq bouches, numérotées de 1 à 5, situées de part et d'autre de la Wangsimni-ro. Au premier sous-sol, comme toutes les stations de la ligne, elle dispose d'une billetterie équipée d'automates pour l'achat de titres de transport valables sur l'ensemble du réseau du métro de Séoul. Les quais sont au deuxième sous-sol, des escaliers et escaliers mécaniques permettent les relations avec la surface. Un ascenseur et notamment des toilettes permettent l'accessibilité aux personnes à la mobilité réduite.

### Desserte
Seoul-forest est desservie par les rames omnibus qui circulent sur la ligne. Elle dispose de deux voies desservant deux quais équipés de portes palières.

Installations
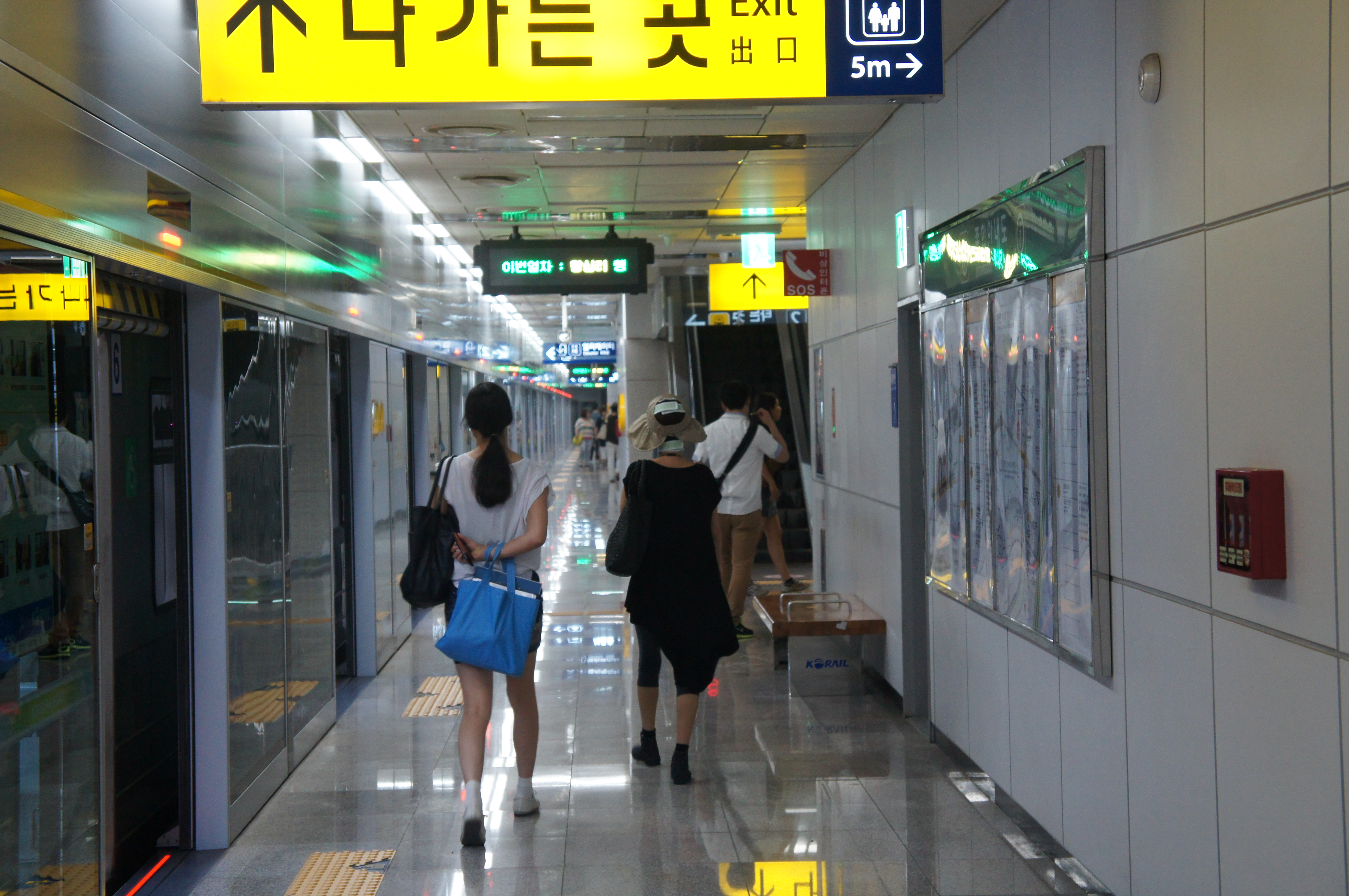
En 2013.
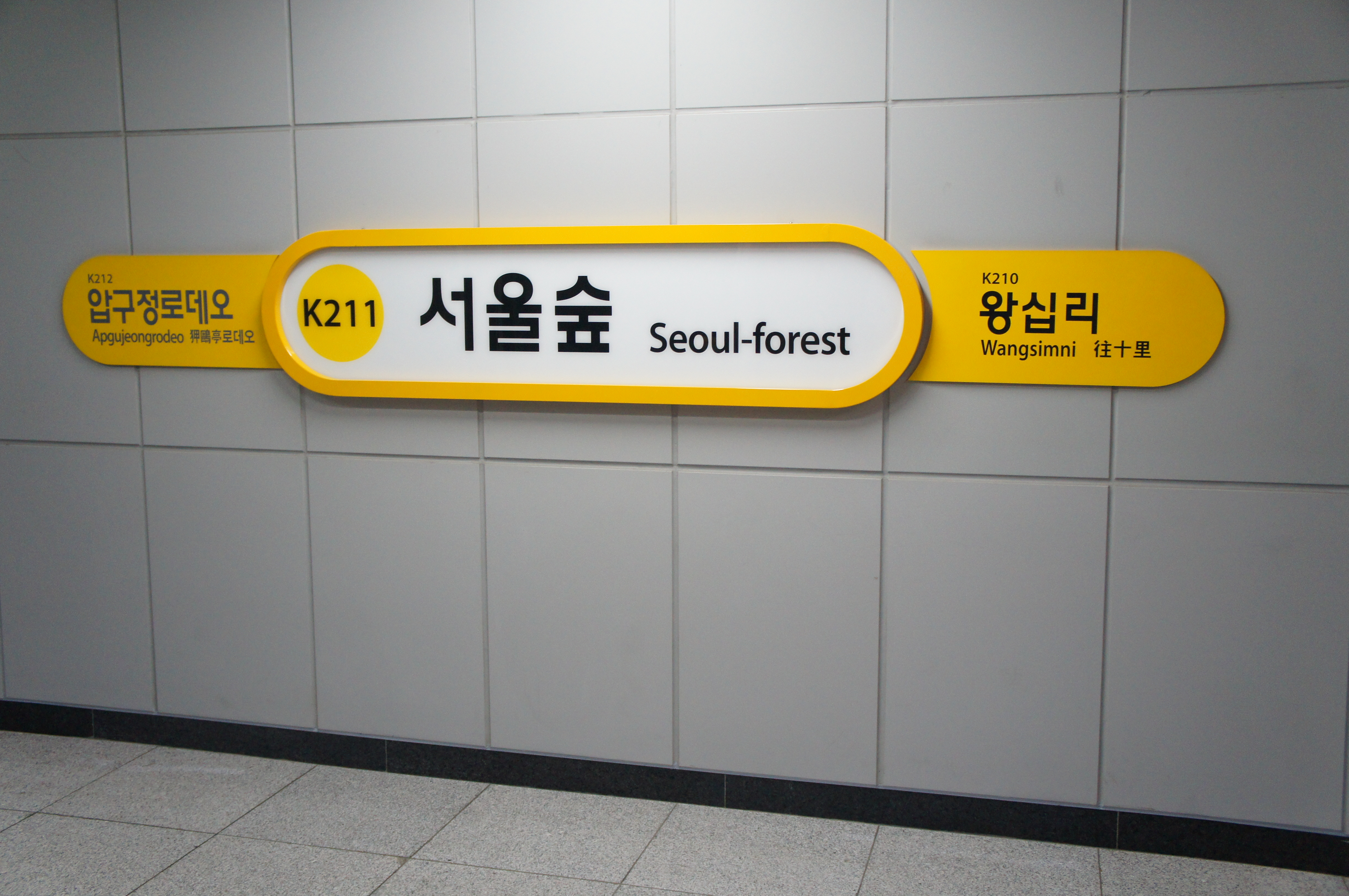
En 2016.
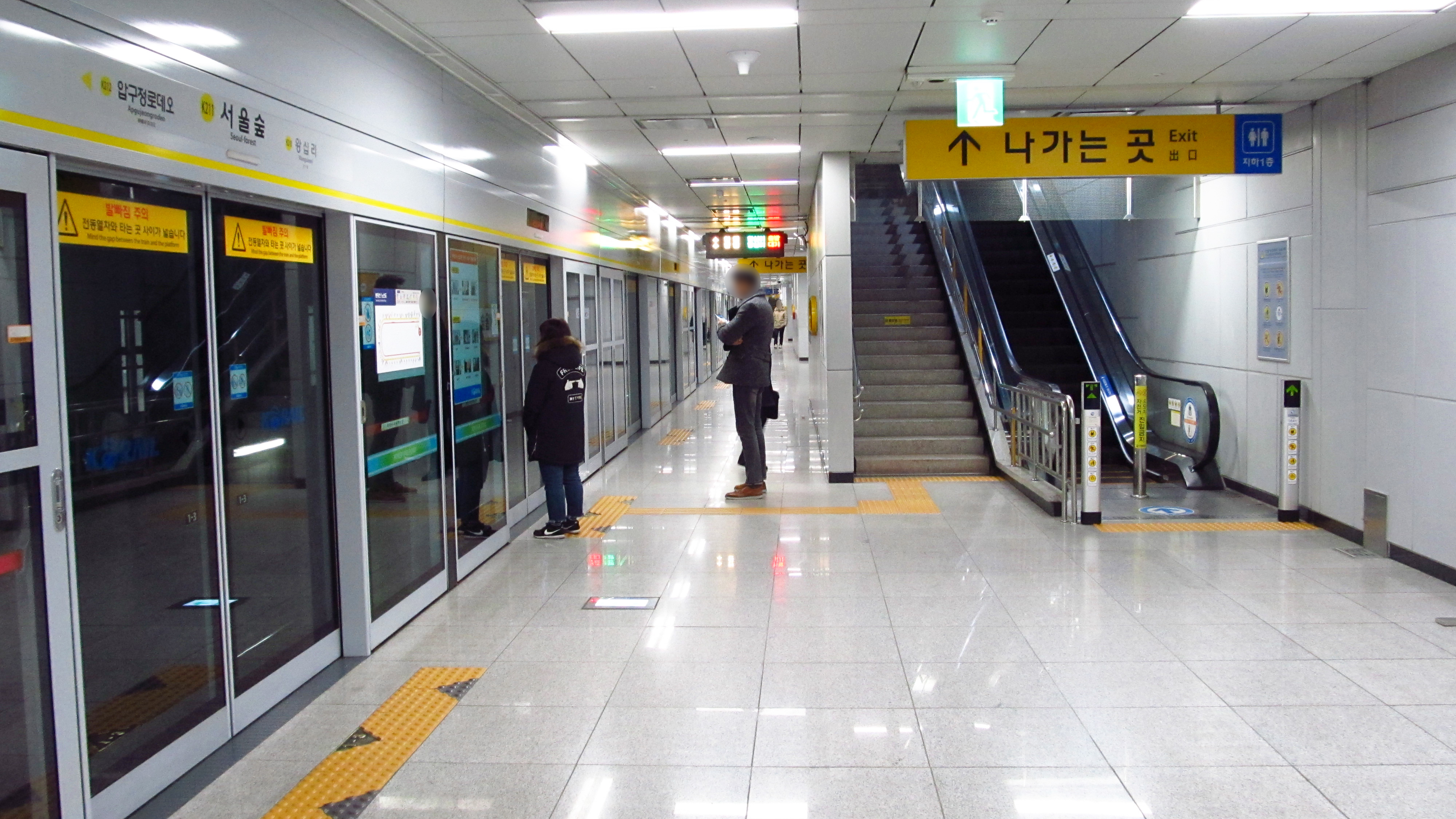
En 2018.

### Intermodalité
Des arrêts de bus sont établis à proximité des bouches de la station.

## À proximité
La station dessert notamment le musée d'art Daelim Museum, dit aussi D Museum par un passage piéton souterrain direct.

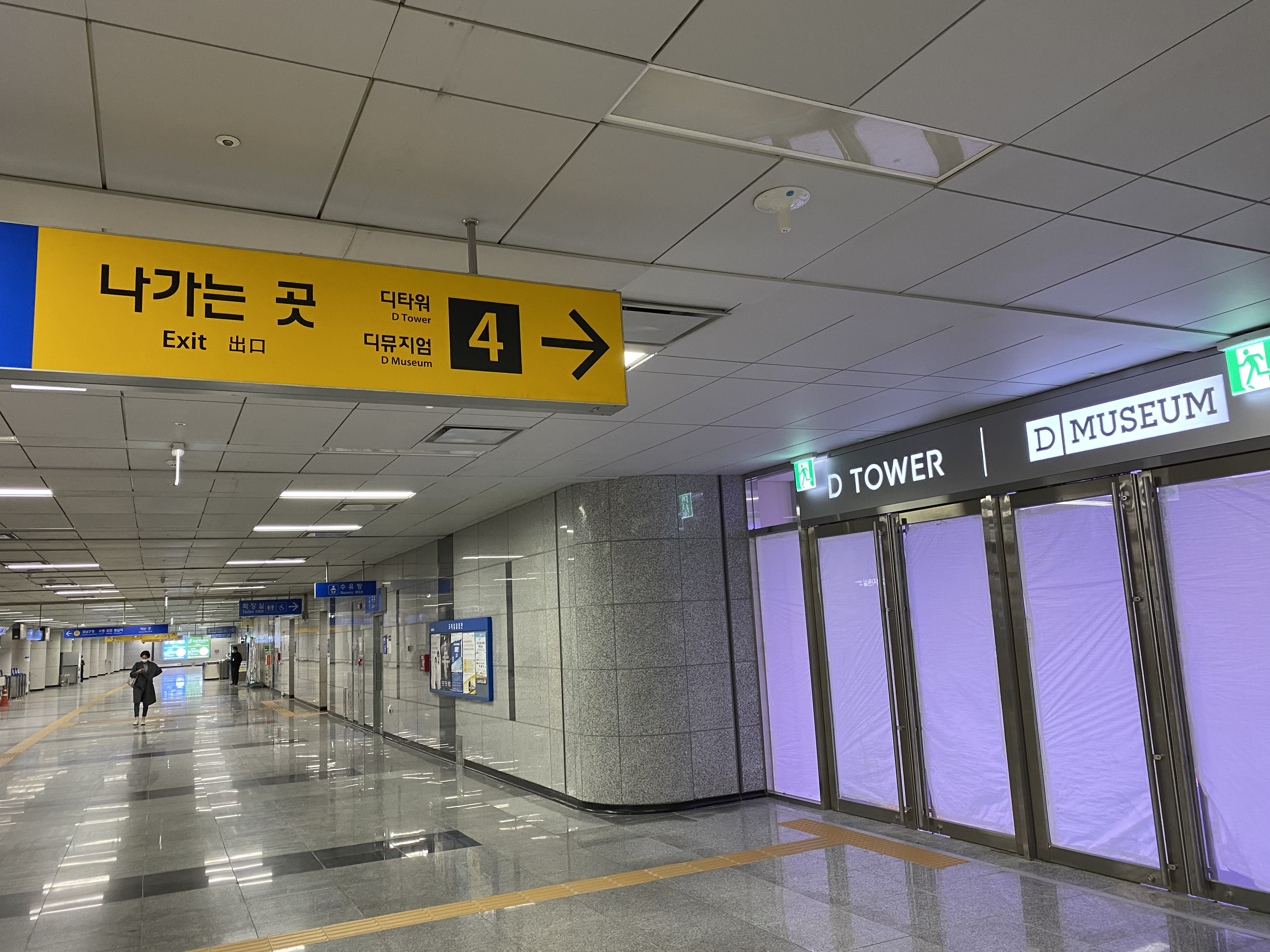
Accès direct au musée.